# Evan McEachran
Evan McEachran (Oakville, 6 marzo 1997) è uno sciatore freestyle canadese, specializzato in slopestyle e big air.

## Biografia
Originario di Oakville, Evan McEachran ha debuttato in Coppa del Mondo il 4 marzo 2012, giungendo 50º in slopestyle a Mammoth Mountain. A Stubaital, il 26 novembre 2017, ha ottenuto il suo primo podio nel massimo circuito, classificandosi 2º nella gara vinta dal norvegese Øystein Bråten.

## Palmarès

### Winter X Games
- 3 medaglie:
  - 1 argento (slopestyle ad Aspen 2020)
  - 2 bronzi (slopestyle ad Aspen 2021; street style ad Aspen 2025)

### Coppa del Mondo
- Miglior piazzamento in Coppa del Mondo generale di freestyle: 13º nel 2023
- 6 podi:
  - 1 vittoria
  - 3 secondi posti
  - 2 terzi posti

#### Coppa del Mondo - vittorie
| Data             | Luogo     | Paese   | Disciplina |
| ---------------- | --------- | ------- | ---------- |
| 24 novembre 2023 | Stubaital | Austria | SBS        |

Legenda:

SBS = Slopestyle